# Léonidas aux Thermopyles
Pour les articles homonymes, voir Thermopyles (homonymie).
 (juin 2019).
Si vous disposez d'ouvrages ou d'articles de référence ou si vous connaissez des sites web de qualité traitant du thème abordé ici, merci de compléter l'article en donnant les références utiles à sa vérifiabilité et en les liant à la section « Notes et références ».
Léonidas aux Thermopyles est un tableau de Jacques-Louis David (1814). Commencé en 1800, sa réalisation fut interrompue par les commandes de tableaux pour le régime napoléonien, pour être reprise en 1814. Le tableau fait partie des collections de peintures françaises du musée du Louvre. 

## Historique
Le titre Léonidas aux Thermopyles, renvoie à une célèbre bataille antique des guerres médiques. David en a l’idée dès 1799 ou 1800, mais il ne s’attelle vraiment à la tâche qu’en 1812 car les commandes de Napoléon Bonaparte sont prioritaires; il est achevé en octobre 1814.
Initialement destinée à un amateur, le comte Sommariva, l’œuvre resta de fait dans l’atelier du peintre, situé dans l’ancien collège de Cluny. Le Louvre l’a acquis en 1826 (17 avril), dès la première vente posthume de ses œuvres.

## Description
En 480 av. J.C., les Perses cherchent à envahir la Grèce et doivent passer par le défilé rocheux des Thermopyles (« Portes chaudes »). Après plus de deux jours de combat, les Perses désespèrent de passer quand Ephialtès, un traître leur indique un passage pour prendre à revers les Grecs. Léonidas, chef des Spartiates, renvoie alors ses alliés et garde avec lui ses 300 Spartiates. Ils mènent une résistance héroïque (1 contre 300 à 1 contre 1000 selon les estimations) et se font massacrer jusqu’aux derniers permettant par ce sacrifice d’évacuer les populations et de préparer la riposte. 
Au centre figure Léonidas, nu et armé, (grand bouclier rond, armure, et casque de chef) assis sur un rocher, la jambe gauche repliée ; à droite, Agis, son beau-frère, dépose la couronne de fleurs qu’il portait pendant le sacrifice (cf usage antique du sacrifice avant la bataille) ; l’aveugle Eurytus, conduit par un hilote (esclave spartiate), brandit une lance. Tout à droite, une troupe de Spartiates s’avance au son des trompettes (juste au-dessus). Des soldats s’équipent d’armes ou de boucliers, d’autres s’étreignent avant la mort. À gauche, un soldat s’agrippe à la falaise pour y graver de son arme la phrase « Passant qui vas à Sparte, va dire que nous sommes morts pour obéir à ses lois » (Rôle de l’écrit chez David : voir Bonaparte franchissant le Grand-Saint-Bernard, avec la liste des conquérants ou la lettre de Charlotte Corday dans la Mort de Marat).  Les personnages sont très nombreux et semblent dissipés. 
Le décor allie des éléments naturels (feuillages, à gauche et arbre, à droite, rochers) et humains (autel dédié à Héraclès, le héros par excellence, au centre ; navires perses à l’arrière plan, caravane de mulets sur la gauche qui quitte le champ de bataille). Le ciel est sombre en haut et plus clair en bas. 
Léonidas est le pendant grec des Sabines, tableau dont les dimensions sont proches, et qui présente une bataille célèbre de la légende romaine avec une multitude de soldats agglomérés avec, au premier plan, Romulus qui dispose comme Léonidas d’une arme, d’un casque de chef et d’un bouclier rond. Un autre point commun aux deux œuvres est de représenter non pas le déroulement du combat, mais un moment où l'action est suspendue. Léonidas aux Thermopyles ne représente pas le combat mais sa préparation.

## Contexte
Cette œuvre se situe dans la carrière du peintre alors au service de l'Empire où il oscille entre peinture officielle et peinture d’histoire. L’œuvre n’appartient pas à une série particulière mais se veut le pendant grec des Sabines. Louis XVIII les a achetés ensemble.
Sorti dans le contexte de la Campagne de France et de la 1re abdication de Napoléon Ier, l’œuvre reçut un assez bon accueil tant lors de sa première exposition. Quelques artistes ou connaisseurs éclairés notèrent que David s’était rapproché des formes communes pour peindre des Grecs, nation de la beauté par excellence ou encore que Léonidas, le chef, était hors de l’action et qu’il n’y avait pas d’action principale sur laquelle le spectateur pouvait se focaliser. Cette œuvre est sa dernière œuvre peinte en France ; c’est un prélude à l’exil en Belgique qui intervient quelques mois après et au néo-classicisme délicat lié à cette période.

## Le style de l'œuvre

### Néo-classicisme
Tous les détails viennent du Voyage d’Anacharsis de l’abbé Barthélemy ; Léonidas est représenté d’après une médaille antique. La composition asymétrique met en relief une certaine théâtralité avec trois grands groupes de personnages (pas de grande unité derrière le chef); les expressions et le mouvement (soldat en bas à gauche) renforcent cette mise en scène.
David a réalisé de nombreuses esquisses, au début, Léonidas était vu de trois-quarts, les groupes étaient encore plus confus, l’arrière-plan était fermé par des rochers); en 1813, il réalise un dessin au crayon noir, très proche de la composition finale mais procède encore à des modifications : l’arbre à droite aura moins de feuillages pour que l’on puisse voir la caravane de mulets fuyant. La composition reprend la forme d'une frise à l’antique sur une horizontale.
Avec ces reprises, est né un sentiment global d’empâtement : s’ils sont en mouvement, les personnages semblent surpris dans leur élan et sont comme figés, notamment Léonidas. Léonidas est à cet instar sans passion, sans mouvement, il attend la mort ; il est presque abstrait et correspond au beau idéal, c’est une apologie de la Grèce et du nu viril (le nu héroïque). Le trait est fin et les couleurs sont vives pour ce qui est des personnages, plus ternes pour le décor. Ceci crée un contraste, renforcé par la lumière qui éclaire les personnages. Les contrastes, les rochers à gauche et à droite, comme les lances et les couronnes de lauriers mettent en valeur un point de fuite très ironique : les bateaux perses, les guerriers ne peuvent donc pas échapper au combat. Le style demeure très néo-classique pour cette œuvre.

## Une œuvre à la gloire de Napoléon ou une œuvre prémonitoire
Le chef est héroïsé dans un combat qui semble perdu d’avance (mort annoncée), mais trois guerriers tendent des couronnes de lauriers, symbole de victoire, pouvant suggérer une analogie avec Napoléon et ses victoires à l’arraché. En tout cas, David ne présente pas une défaite militaire (le combat) mais une victoire morale. Dans le tableau du sacre, les personnages debout répètent par leurs silhouettes les colonnes et les bordures peintes sur le mur : toutes les formes s’élèvent en même temps que l’empereur. Ici, les lignes et les formes ont aussi ce rôle ascensionnel : il s’agit là aussi d’exalter un vainqueur. Ici Léonidas est presque mort et va mourir pour la liberté de son pays. 

En 1814, juste avant Waterloo, elle sonnait comme une prémonition de la chute de Napoléon. Une œuvre prémonitoire à quelques mois de la première puis de la deuxième abdication de Napoléon fut peinte par David, le peintre des victoires de l’empereur (le sacre, Bonaparte franchissant le col Saint-Bernard, etc.) s’était vu déconseiller par le futur empereur de peindre ce tableau qui représente un échec : lorsque la victoire de Marengo eut de nouveau fixé le sort de l’Italie, Bonaparte, de retour à Paris, fit venir David. 

« — Que faites-vous en ce moment ? lui dit le premier Consul. 
— Je travaille au passage des Thermopyles. 
— Tant pis, vous avez tort de vous fatiguer à peindre des vaincus. 
— Mais, citoyen consul, ces vaincus sont autant de héros qui meurent pour leur patrie, et, malgré leur défaite, ils ont repoussé pendant plus de cent ans les Perses de la Grèce. 
— N’importe ; le seul nom de Léonidas est venu jusqu’à nous, tout le reste est perdu pour l’histoire. »